# Guerre anglo-népalaise
Guerre anglo-népalaise
La guerre anglo-népalaise ou guerre des Gurkhas (1814 - 1816) est un conflit opposant le Népal à la Compagnie britannique des Indes orientales. Cette guerre a pour origine des tensions aux frontières et l'expansionnisme tant anglais que gurkha dans la région. Elle se termine par la signature de traités inégaux que sont le traité de Sugauli en 1816, ainsi que le Traité de Titalia, avec le royaume du Sikkim, en 1817.